# Ludwig VI. (Frankreich)

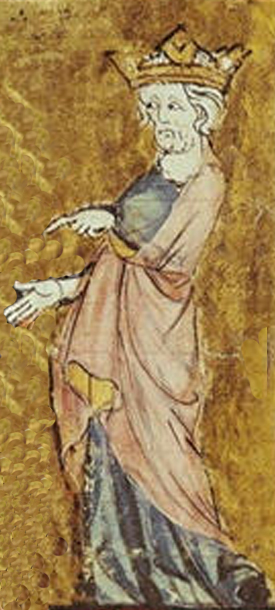
Ludwig VI. von Frankreich in einer Darstellung aus dem 14. Jahrhundert.

Ludwig VI., genannt der Dicke oder der Kämpfer  (französisch: Louis VI le Gros oder le Batailleur; * Herbst 1081 in Paris; † 1. August 1137 in Béthisy-Saint-Pierre) aus der Dynastie der Kapetinger, war von 1108 bis 1137 König von Frankreich.
Er gilt als einer der tatkräftigsten französischen Herrscher des Mittelalters, der dem Königtum in der Île-de-France eine starke Basis für dessen spätere Etablierung als dominierende politische Instanz des Königreiches schuf. Sein schon von Zeitgenossen verwendeter Beiname geht auf sein im Alter erlangtes körperliches Übergewicht zurück.

## Leben

### Familie und Jugend
Ludwig, getauft auf den Namen Louis Thiébaut, war der älteste von vier Söhnen des Königs Philipp I. († 1108) und dessen erster Ehefrau Bertha von Holland († 1094). Er erreichte als einziger Sohn das Erwachsenenalter. Als erster Vertreter des kapetingischen Hauses erhielt er einen merowingisch-karolingischen Namen. Seine ältere Schwester Konstanze wurde nacheinander mit dem Grafen Hugo von Troyes und dem Fürsten Bohemund von Tarent verheiratet. Erzogen wurde er in der zur Abtei von Saint-Denis gehörenden Schule Saint Denis de l'Estrée gemeinsam mit Suger, der ihm sein Leben lang ein verlässlicher Freund und Ratgeber wurde.
Ludwig wurde 1092 mit der Grafschaft Vexin belehnt und erhielt weiterhin die Städte Mantes und Pontoise. Diese hatte er vor allem gegen die Angriffe des anglo-normannischen Königs Wilhelm II. Rufus zu verteidigen. Zwischen 1101 und 1105 wurde er auch Graf von Vermandois. Ebenfalls im Jahr 1092 verstieß sein Vater die Mutter, um Bertrada von Montfort zu heiraten, die Ehefrau des Grafen Fulko IV. von Anjou, was das französische Königtum in eine tiefe Krise stürzte.
Ludwig verlebte seine Jugend fern vom Hof; zum Ritter schlug ihn 1098 in Abbeville der Graf von Ponthieu. Zudem war er den Nachstellungen seiner Stiefmutter ausgesetzt, welche die Thronfolge zugunsten ihrer eigenen Söhne zu beeinflussen suchte. Nachdem Ludwig von seinem Vater 1100 zum Nachfolger designiert worden war, versuchte Bertrada ihn mittels eines königlichen Mandats in London festzuhalten, als er dort auf einer Reise verweilte. Als er dennoch in die Heimat zurückkehrte, beauftragte Bertrada drei Kleriker, den Prinzen zu töten. Der Anschlag wurde rechtzeitig aufgedeckt, aber ein 1101 folgendes Giftattentat konnte nicht verhindert werden. Der Prinz erkrankte schwer und erst die Heilkünste eines jüdischen Arztes retteten sein Leben.
Danach stellte sich Ludwig dem Machtstreben Bertradas entgegen, indem er sich 1104 mit der Tochter des einflussreichen Seneschalls Guido des Roten von Rochefort verheiratete. Lucienne von Rochefort war eine Cousine der Frau seines Halbbruders Philipp, des Sohns Bertradas. Diese hatte mit der Verheiratung ihres Sohnes mit einer Tochter der mächtigsten Familie der Île-de-France versucht, diese auf ihre Seite zu bringen, doch Ludwigs Verlobung ließ diesen Versuch ins Leere laufen, da er so die Rocheforts nun auch auf seine Seite ziehen konnte. Weiterhin versöhnte sich Ludwig öffentlich mit Bertrada und versprach deren Sohn die Grafschaft Mantes.

### Herrschaftsantritt

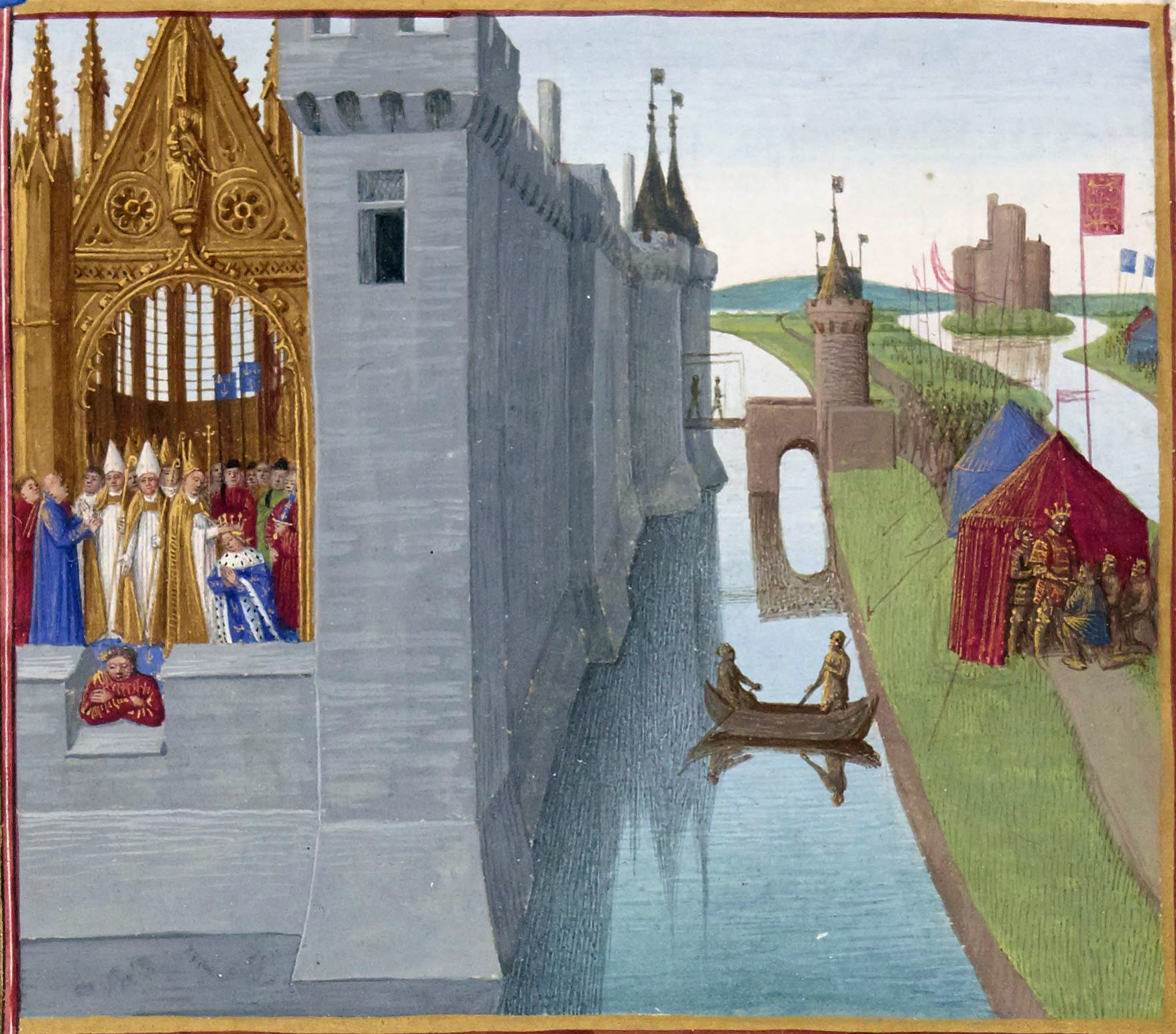
Krönung Ludwigs VI. in Orléans
Vor der Stadt sein Gegner Heinrich Beauclerc, der die rebellierenden Barone empfängt
(Bild von Jean Fouquet)

Die Krönung und Salbung Ludwigs fand in aller Eile am 3. August 1108 in Orléans statt, unmittelbar nach der Bestattung seines Vaters in Saint-Benoît-sur-Loire. Sie musste von Bischof Daimbert von Sens vollzogen werden, denn zu diesem Zeitpunkt war Ludwig bereits mit dem Aufstand einer breiten Opposition der Barone gegen ihn konfrontiert. Die Zeremonie konnte auch nicht im traditionellen Weiheort Reims begangen werden, da dort nach einer Doppelwahl Gervasius von Retel und Radulfus ‚le Vert‘ um die Erzbischofswürde konkurrierten, was für die Diözese zum päpstlichen Interdikt führte. Zudem war Reims nicht sicher genug, da Ludwig dort dem Zugriff seines Halbbruders Philipp und des mit ihm verbündeten Grafen Theobald IV. von Blois ausgesetzt war. Kaum einer der großen Vasallen des Königreiches war bei der Krönung persönlich oder durch Vertreter zugegen, bezeichnend für den tiefen Punkt, den das Königtum unter Ludwigs Vorfahren in Autorität und Ansehen erreicht hatte.
Allerdings konnte Ludwig unmittelbar darauf Bertrada zur Aufgabe ihrer Ambitionen nötigen. Er erlaubte ihr noch, ihr Wittum zu verkaufen, von dessen Erlös sie das zur Abtei Fontevraud gehörende Priorat Hautes-Bruyères gründen konnte, in das sie sich zurückziehen durfte. Philipp machte er unschädlich, indem er ihm Mantes entzog.

### Ludwigs Königtum
Dennoch musste Ludwig gleich zu Beginn seiner Regierung um das Überleben seiner Herrschaft kämpfen. Sein tatsächlicher Herrschaftsraum, die Krondomäne, war auf die Île-de-France mit ihren Zentren in Orléans, Paris und Senlis begrenzt. Umgeben war dieses Gebiet von den mächtigen Lehnsfürstentümern wie zum Beispiel der Normandie und Flandern im Norden, der Champagne im Osten, dem Anjou und der Bretagne im Westen oder Aquitanien im Süden. Die Herren dieser Provinzen erkannten, wenn überhaupt, den König nur noch formell als ihren Lehnsherren an, betrieben aber eine eigenständige Politik.
Aber auch in der Île-de-France war der König nur noch bedingt Herr im eigenen Haus. Die Straßen zwischen den Städten wurden von mächtigen Burgherren kontrolliert, die sich zumeist wie Raubritter gebärdeten und untereinander eng versippt waren. Die mächtigste Familie war die der Herren von Montlhéry-Rochefort, welche mit ihren Burgen wie Montlhéry, Rochefort-en-Yvelines, Bray-sur-Seine oder Crécy-en-Brie sowie ihren weitverzweigten familiären Verbindungen seit der Herrschaft von Ludwigs Vater einen dominanten Einfluss auf den königlichen Hof ausübten. Ludwig selbst wurde mit der Tochter des Seneschalls verlobt, deren Bruder Hugo von Crécy 1106 problemlos das Amt des Seneschalls von seinem Vater übernehmen konnte. Nachdem Ludwig Bertrada neutralisiert hatte, machte er sich daran, nun die Macht der Monthlérys zu brechen.
Sein erster Schritt dazu war die bereits 1107 erfolgte Auflösung der Ehe mit Lucienne von Rochefort; ein Konzil in Troyes leistete nach einer Aufforderung Papst Paschalis II. dafür den nötigen Dispens.

### Durchsetzung der Herrschaft gegen die Barone
Hugo von Crécy und Hugo von Le Puiset
Dies trieb Luciennes Vater, Guido den Roten von Rochefort, und ihren Bruder Hugo von Crécy in den Aufstand, dem Ludwig mit der Belagerung und Einnahme deren Burg von Gournay 1108 begegnete. Der wenig später erfolgte Tod Guidos von Rochefort sollte die Opposition gegen den jungen König allerdings nicht abschwächen.
Ludwig übergab das Seneschallat, welches er Hugo von Crécy entzogen hatte, an Anseau de Garlande. Obwohl dieser ebenfalls mit den Montlhérys verschwägert war, sollte er sich als ein dem König ergebener Mann erweisen. Hugo von Crécy verbündete sich darauf mit Hugo III. von Le Puiset; sie verwüsteten anschließend das Land um Chartres, was Ludwig im Gegenzug den mächtigen Grafen Theobald IV. von Blois als Verbündeten einbrachte. 1109 eroberte Ludwig die Burg La Roche-Guyon. 1111 zerstörte er zusammen mit Theobald die Burg Le Puiset, nahm Hugo von Le Puiset gefangen und sperrte ihn in Château-Landon ein. Zur Stärkung seiner Position erbaute der König zwei Kilometer vor Le Puiset eine eigene Burg, Toury.
Einen schweren Schlag musste Ludwig unmittelbar darauf hinnehmen, als der Graf Robert I. von Meulan als Vergeltung von Übergriffen königlicher Truppen auf sein Territorium die Île de la Cité von Paris überfiel und brandschatzte.
Der Tod des Grafen Odo von Corbeil 1112 verschärfte zusätzlich die Lage. Die Grafschaft Corbeil war zwar klein, befand sich aber in einer wichtigen strategischen Lage zwischen Paris und Orléans. Ludwig ergriff die Gelegenheit und zog Corbeil als erledigtes Lehen ein, machte sich damit aber Theobald IV. von Blois, der einen Erbanspruch darauf erhoben hatte, zum Feind. Zugleich beging Ludwig den Fehler, Hugo von Le Puiset freizulassen, nachdem dieser auf eigene Ansprüche auf Corbeil verzichtet hatte. Einmal in Freiheit wollte Hugo davon nichts mehr wissen und verbündete sich erneut mit den Rebellen. In dieser Bedrängnis verbündete sich Ludwig mit dem Grafen Robert II. von Flandern und zog mit seinem Heer diesem zur Vereinigung entgegen. Dies nutzte Hugo von Le Puiset, indem er Toury einnahm. Ludwig ließ sein Heer wenden und eroberte Toury zurück. Anschließend siegte er zusammen mit seinem Vetter Rudolf von Vermandois in einer Schlacht über Hugo von Le Puiset, Hugo von Crécy, Theobald von Blois, Guido II. von Rochefort und Raoul von Beaugency, was ihm die erneute Zerstörung von Le Puiset und die Gefangennahme von dessen Herrn ermöglichte. Doch im Gegenzug schlug und tötete der Graf von Blois des Königs Verbündeten, Robert II. von Flandern, bei Meaux.
Letztlich konnte Ludwig dennoch über seine Feinde siegen, nachdem er 1114 Hugo von Crécy und Guido II. von Rochefort in der Burg Gournay eingeschlossen und zur Unterwerfung hatte zwingen können. Die Familie Montlhéry fand damit ihren Untergang; ihre Besitzungen wurden unter den Siegern aufgeteilt. Montlhéry, Gometz, Châteaufort behielt Ludwig für sich, Rochefort vergab er an seinen getreuen Anseau von Garlande, Gournay an den eigenen Sohn Robert, Bray-sur-Seine als Ausgleich an Theobald von Blois und Crécy-en-Brie an die Familie Châtillon. Hugo von Crécy trat als Mönch in die Abtei Cluny ein.
Hugo von Le Puiset wagte 1118 noch einmal einen Aufstand, nachdem er seinen eigenen Vetter ermordet hatte. Bei der Belagerung seiner Burg wurde der Seneschall Anseau von Garlande getötet, doch auch Hugo konnte zur Aufgabe gezwungen werden. Er begab sich danach in das Exil nach Palästina, wo er starb.
Thomas von Marle
Nach der Bewältigung dieser Bedrohung richtete der König sein Augenmerk auf die Region nördlich der Krondomäne. Dort befehdete der mächtige Baron Thomas von Marle und sein Vater Enguerrand von Boves die Bürger, den Vidame und den Bischof von Amiens, welche sich gegen deren Herrschaft aufgelehnt hatten. Ludwig unterstützte den Vidame der Stadt mit Truppenentsendungen, und da Thomas in der Ermordung des Bischofs Gaudry von Laon verwickelt war, sorgte der König im Dezember 1114 auf einem Konzil in Beauvais für dessen Exkommunizierung. Anschließend belagerte Ludwig die Burg Castillon, nördlich von Amiens, wo er 1115 eine Verwundung an der Brust davontrug, zwang aber Thomas zur Aufgabe und Unterwerfung.
Ludwig begnadigte Thomas und beließ ihn in seinem Besitz, doch nachdem 1116 Enguerrand von Boves gestorben war und der König die Grafschaft Amiens an Adelheid von Vermandois übertragen hatte, begann Thomas eine Fehde gegen die Familie der Gräfin, welche das Land noch auf Jahre hinaus in Unruhe versetzte.

### Kampf gegen Heinrich Beauclerc

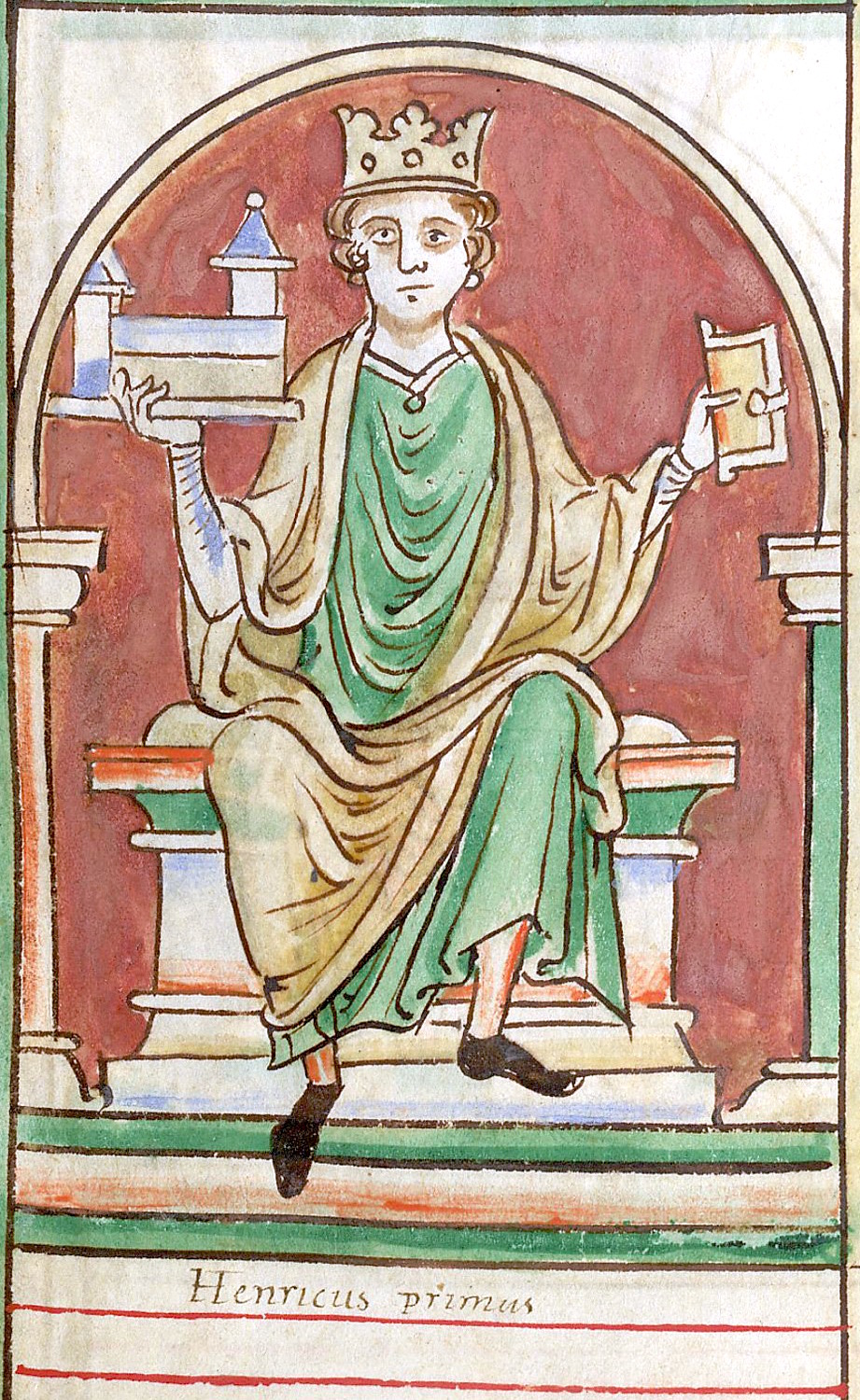
Heinrich I. Beauclerc, König von England (Miniatur aus den Chroniken des Matthäus Paris)

Nachdem er seine Herrschaft in der Krondomäne gefestigt hatte, wagte sich Ludwig an die Durchsetzung königlicher Autorität gegenüber den großen Vasallen seines Reiches. Hauptgegner war dabei der Normanne Heinrich I. Beauclerc. Seit dessen Vater Wilhelm der Eroberer 1066 England erobert hatte, bildete das von ihm geschaffene anglo-normannische Reich die größte Bedrohung für das französische Königtum. Heinrich Beauclerc war es 1106 nach der Schlacht bei Tinchebray gelungen, das Erbe seines Vaters wieder in einer Hand zu vereinen, wobei das Herzogtum Normandie ein Lehen Frankreichs war. Ludwig hatte damals als Prinz seine Zustimmung zu diesem Machtwechsel gegeben, was er später bitter bereute.
Noch während seiner Auseinandersetzung mit den Baronen führte Ludwig einen Krieg gegen Heinrich Beauclerc, der 1106 inmitten des Vexin die Burg von Gisors verstärkt hatte. 1110 musste Ludwig vor Gisors eine Niederlage hinnehmen, die ihn 1113 zu einem Frieden mit Heinrich zwang, indem er diesen nicht nur in der Normandie anerkennen, sondern ihm auch die Lehnshoheit über die Bretagne und das Maine sowie die Burg Gisors, das Einfallstor in das Vexin, überlassen musste. Nachdem Ludwig die Barone unterworfen hatte, konnte er seine Anstrengungen nun ganz auf die Normandie konzentrieren und unterstützte nun Wilhelm Clito, Sohn des 1106 entmachteten Herzogs Robert II. Kurzhose, als rechtmäßigen Prätendenten der Normandie. Weiterhin förderte er eine Opposition normannischer Adliger gegen Heinrich und verbündete sich mit den Grafen Fulko V. von Anjou und Balduin VII. von Flandern.
Die Kämpfe begannen 1118 mit der Revolte der normannischen Barone gegen Heinrich. An einem Zug in die Normandie wurde der König jedoch durch Graf Theobald IV. von Blois gehindert, der sich mit seinem Onkel Heinrich Beauclerc verbündet hatte. Als sich aber der Graf von Blois im Frühjahr 1119 gezwungen sah, sich mit dem König zu versöhnen, konnte Ludwig seine Kräfte auf die Normandie konzentrieren. Dort war inzwischen Heinrich gelandet und hatte den Aufstand weitestgehend niedergeschlagen. Ludwig zerstörte die Burg von Ivry, scheiterte jedoch vor Breteuil; zugleich musste er einen schweren Verlust hinnehmen, nachdem der Graf von Flandern bei Bures-en-Bray von Heinrich geschlagen und tödlich verwundet worden war.
Ludwig zog daraufhin ein Heer zusammen und marschierte mit diesem vom Vexin aus in die Normandie ein. Doch schon auf dem Feld von Brémule wurde er von Heinrich gestellt und in der folgenden Schlacht trotz anfänglicher Erfolge geschlagen. Der Gefangennahme konnte er nur durch eine erfolgreiche Flucht in das nahe gelegene Les Andelys entgehen. Nach dieser Niederlage musste Ludwig den Kampf aufgeben, auch weil Fulko V. von Anjou sich mit Heinrich versöhnt hatte.

### Konflikt mit dem Kaiser
Im Februar 1119, unmittelbar vor seinem Feldzug in die Normandie, hatte Ludwig die Wahl des Erzbischofs von Vienne zum Papst unterstützt. Kalixt II. (Guido von Burgund) war ein Onkel seiner Frau und ein Anhänger der klerikalen Partei um Papst Gelasius II., der in seinem Exil in Cluny gestorben war. Der König ergriff damit Partei gegen Kaiser Heinrich V. und dessen Papst Gregor VIII., die von Kalixt auf einem Konzil in Reims (Oktober 1119) mit dem Bann belegt wurden. Dieser traf auch Ludwigs Feind Heinrich Beauclerc, der ebenfalls den kaiserlichen Gegenpapst unterstützte.
Während Ludwig so eine enge und lang anhaltende Allianz der Kapetinger mit dem heiligen Stuhl begründete, führte dieses Handeln zu einem Bündnis des Normannenherrschers mit dem Kaiser gegen Frankreich zusammen, das auch nach der Beilegung des Kirchenstreits 1122 (Wormser Konkordat) Bestand haben sollte. Ein erneuter Versuch Ludwigs und Wilhelm Clitos, in die Normandie vorzudringen, scheiterte deshalb 1123.
Noch bedrohlicher wurde die Lage ein Jahr darauf, als der Kaiser ein großes Heer zusammenzog und sich damit gegen Frankreich in Marsch setzte. Ludwig seinerseits rief alle Vasallen seines Reiches auf, ihm Heerfolge zu leisten. Und tatsächlich fanden sich fast alle Großen des Reiches mit ihren Aufgeboten ein, sogar Graf Theobald IV. von Blois und der Herzog von Aquitanien. Insgesamt soll das Heer, das Ludwig, die Oriflamme voraus tragend, nach Lothringen führte, eine Stärke von über 60.000 Mann gehabt haben. In der Nähe der Festung Metz begegneten sie dem Heer des Kaisers, der angesichts der unerwarteten Größe des französischen Heeres auf einen Kampf verzichtete und sein eigenes Heer auflösen ließ.
Die Bedrohung vonseiten des Reiches konnte Ludwig damit beenden, der Kaiser starb im folgenden Jahr.

### Auvergne und Flandern
Trotz seines Scheiterns in der Normandie verfolgte Ludwig weiterhin eine Stärkung seiner Position innerhalb der großen Fürstentümer seines Reiches. Eine Gelegenheit bot sich ihm in der Auvergne, wo eine Fehde zwischen dem Grafen Wilhelm VI. und dem Bischof von Clermont tobte. Ludwig hatte dort schon einmal 1122 für den Bischof interveniert, doch der Graf nahm seine Umtriebe gegen den Bischof wieder auf. 1126 führte Ludwig erneut einen großen Heerzug in die Auvergne. Der Graf bat darauf bei seinem Lehnsherren Herzog Wilhelm IX. von Aquitanien um Hilfe, doch auch der Herzog wagte nicht den Kampf und zog es vor, dem König in Orléans zu huldigen.
Darauf folgte ein ambitioniertes Engagement des Königs in Flandern, wo im März 1127 Graf Karl der Gute ermordet wurde. Ludwig griff darauf auf seinen Schützling Wilhelm Clito zurück, der als entfernter Verwandter des flandrischen Hauses einen Anspruch geltend machen konnte, und ließ diesen in Arras von dem Adel Flanderns zu ihrem Grafen wählen. Ende März 1127 zog Ludwig in Brügge ein, wo ihm Wilhelm Clito huldigte. In Flandern aber kollidierte Ludwig wieder mit den Interessen seines Rivalen Heinrich I. Beauclerc von England, für den Flandern als Abnehmer englischer Wolle von hoher wirtschaftlicher Bedeutung war. Die um ihren Handel mit England besorgten flämischen Kaufleute stellten deshalb den lothringischen Grafen Dietrich von Elsass als Gegenkandidaten auf und übernahmen die Kontrolle in den Städten. Im Juli 1128 schlossen Ludwig und Wilhelm ihren Gegner in Alost ein, doch der Tod Wilhelms an einer Verwundung aus dem Kampf ließen Ludwigs Pläne in Flandern scheitern, er zog sich zurück und überließ Dietrich das Feld. Dieser war erst 1132 bereit, dem König zu huldigen, nachdem der Graf des Hennegau eigene Ansprüche auf Flandern erhoben hatte; dennoch sollte Flandern seine unabhängige Stellung gegenüber der Krone bewahren.

### Der Aufstand des Garlande
Die Abwesenheit Ludwigs in Flandern rief eine kritische Situation in der Île-de-France hervor. Dort war sein Kanzler und Seneschall Stephan von Garlande nach einer Auseinandersetzung mit der Königin in den offenen Aufstand gegangen.
Stephan war ein jüngerer Bruder von Anseau von Garlande, des treuen Seneschalls des Königs. Dies hatte seinen schnellen Aufstieg am königlichen Hof begünstigt, wo er von Ludwig nach der Entlassung des streitbaren Bischofs von Senlis 1118 zum Kanzler ernannt wurde. Nach dem Tod seines zweiten Bruders Wilhelm 1120 übernahm Stephan zusätzlich das Amt des Seneschalls, wodurch er zum allmächtigen Minister an Ludwigs Seite aufstieg. Diese Ämterhäufung und weitere Privilegierungen Garlandes hatte König Ludwig viel Kritik seitens seiner Ratgeber eingebracht, die der König aber überging. Und tatsächlich strebte Garlande danach, das Seneschallat in der Familie seiner Nichte, den Herren von Montfort, erblich zu machen. Damit aber fand Garlande in Königin Adelheid eine resolute Gegnerin. Während ihr Mann in Flandern kämpfte, verbannte sie Garlande aus Paris und ließ die Häuser seiner Anhänger wie auch die Reben seines Weinberges beim „Petit Pont“ niederreißen.
Der Aufstand Garlandes wäre sicherlich nur eine weitere Episode im Leben des Königs geblieben, doch ging von ihm eine ernste Bedrohung aus, nachdem Garlande die Unterstützung des Grafen von Blois und vor allem Heinrich Beauclercs erhalten hatte. Ludwig ging deshalb die Niederwerfung der Revolte nun entschlossen an und belagerte vom April bis Mai 1128 zusammen mit Graf Rudolf I. von Vermandois Garlandes Burg Livry. Der Graf von Vermandois verlor dabei im Kampf ein Auge, der König selbst musste den Durchschuss eines Armbrustbolzens an seinem Bein hinnehmen. Garlande ergab sich schließlich und sollte 1132 noch einmal die Kanzlerschaft erhalten, doch sein Einfluss am Hof war gebrochen.
Darauf nahm sich Ludwig des weiterhin unruhigen Thomas von Marle an, den er 1115 noch begnadigt hatte. Der hatte in seiner Fehde gegen das Haus Vermandois 1130 den jüngeren Bruder Graf Rudolfs getötet. Der König ermächtigte den Grafen mit der Bekämpfung Marles, der im Oktober 1130 während der Belagerung seiner Burg Coucy getötet wurde.

### Letzte Jahre und Tod

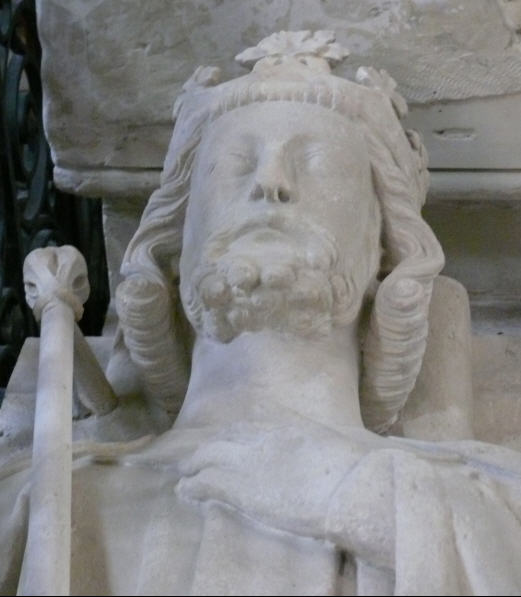
Liegefigur des Grabes Ludwigs VI. in Saint-Denis.

Die letzten Jahre seines Lebens war Ludwig vor allem mit der Regelung seiner Nachfolge beschäftigt. Er wollte nicht den Fehler seines Vaters wiederholen, der es zu Lebzeiten versäumt hatte, Ludwig salben zu lassen, was diesem nach dessen Tod Probleme bei der Machtübernahme bereitete. Deshalb ließ Ludwig bereits 1129 seinen ältesten Sohn Philipp zum Mitkönig krönen, der damit automatisch nach dem Tod Ludwigs Alleinherrscher geworden wäre. Philipp starb allerdings im Oktober 1131 in Paris bei einem Sturz vom Pferd. Eilends ließ der König seinen zweitältesten Ludwig VII. aus dem Kloster holen, um ihn noch im selben Monat in Reims krönen und salben zu lassen. Den Weiheakt nahm niemand anderes als Papst Innozenz II. vor, der zu dieser Zeit in Frankreich weilte.
Im Jahr 1135 starb Ludwigs langjähriger, an Macht und Mitteln weit überlegener Gegner Heinrich Beauclerc. Obwohl nach ihm das anglo-normannische Reich in einen Bürgerkrieg driftete, konnte Ludwig keinen Profit daraus schlagen, da mit dem Hause Blois nur ein weiterer seiner Gegner den Normannenthron übernahm.
Im Frühjahr 1137 entschloss sich der Herzog von Aquitanien, auf eine Pilgerreise nach Santiago de Compostela zu gehen, und unterstellte deshalb seine Erbtochter Eleonore dem königlichen Schutz. Als der Herzog im Verlauf seiner Reise starb, zögerte Ludwig nicht lange und ordnete die Ehe zwischen seinem Sohn und der jungen Herzogin an. Dieser Schachzug sollte der Krone eines der reichsten und mächtigsten Fürstentümer Frankreichs einbringen.
Mit diesen verheißungsvollen Aussichten machte sich Ludwig im Sommer 1137 zur Bekämpfung der räuberischen Herren von Saint-Brisson-sur-Loire bei Gien auf. Dem König, der unter Adipositas und einer Ruhrerkrankung litt, wurde von seinen Ratgebern erfolglos von diesem Zug abgeraten. Auf dem Weg befiel den König eine erneute Dysenterieattacke, die ihn zu einer Rast auf der Burg Béthisy-Saint-Pierre zwang. Dort starb er am 1. August 1137. Bestattet wurde er in der Abtei von Saint-Denis. Bei der Plünderung der Königsgräber von Saint-Denis während der Französischen Revolution wurde sein Grab im August 1793 geöffnet und geplündert, seine Überreste wurden in einem Massengrab außerhalb der Kirche beerdigt.

## Bewertung
König Ludwig VI. gilt allgemein als einer der verdienstvollsten Monarchen Frankreichs des Mittelalters. Zeit seines Lebens ständig im Kampf mit unbotmäßigen Vasallen und Feinden des Königreiches beschäftigt, führte er die Autorität und das Ansehen der kapetingischen Dynastie aus ihrem unter seinen Vorgängern erreichten Tiefpunkt heraus. Nach Guizot setzte sich mit Ludwig VI. eine neue Auffassung des Königtums durch, wonach der Herrscher mehr als nur der Beschützer der Kirche, sondern auch der der Bauern, Handwerker und Kaufleute war.
Sein Feldzug gegen den Kaiser von 1124 führte zu einem bis dahin ungekannten patriotischen Einheitsgefühl der Franzosen.

### Der König des Handels und der Städte

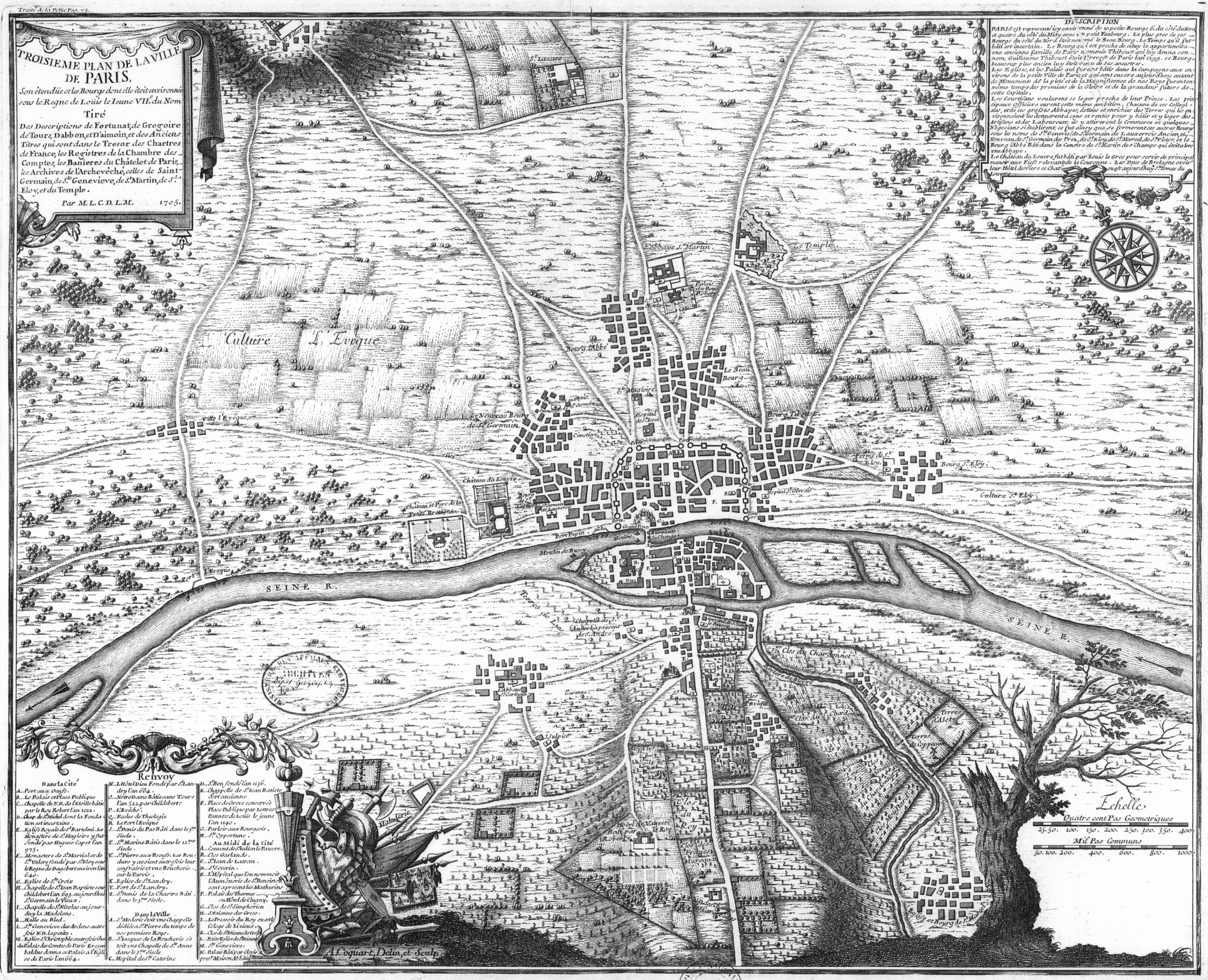
Paris um 1180

Die Île-de-France, der unmittelbare Herrschaftsraum des Königs, erlebte unter Ludwigs Regentschaft einen sprunghaften Aufstieg zu einer der wirtschaftlich herausragendsten Regionen des Landes. Gewährleistet durch den Schutz des Königs konnten nun Händler gefahrlos und ohne Erpressungen örtlicher Barone von Orléans über Paris bis nach Reims ziehen. Profitiert hatten davon vor allem die Städte der Île-de-France, welche unter Ludwig auflebten, insbesondere Paris. War die Stadt zu Beginn seiner Regierung noch auf die Seineinsel beschränkt, war sie zu seinem Tod weit in das Umland hinein gewachsen.
Dieser Aufschwung wurde besonders auch vom König gefördert, der unter anderem die Abteien von Saint-Victor (1113) und Saint-Lazare (vor 1122) stiftete. In der Nähe letzterer richtete er eine Messe ein, die zur neuen wirtschaftlichen Bedeutung der Stadt beitrug. Die Königin gründete 1134 auf dem Montmartre ein Damenstift und 1137 ließ sich der Templerorden in Paris nieder. Ludwig ließ die alte römische Brücke von der Insel zum Nordufer der Seine abreißen und errichtete eine neue aus Stein (Pont au Change) 125 Meter weiter östlich, in der Nähe zum Palast, und sicherte diese mit einem Châtelet. Diese Baumaßnahme war der Stadt nach dem Überfall des Grafen von Meulan von 1111 geschuldet.
Nach der Chronik von Morigny überragte Paris zu Ludwigs Tod alle anderen Städte Frankreichs.

### Der Reformer
Ludwig schuf eine auf die Person des Königs zugeschnittene Verwaltung und Justiz, welche von seinen Nachfolgern übernommen und ausgebaut wurde, wodurch er zu den Vätern des späteren französischen Zentralismus gezählt werden kann. Seit ihm waren Barone der Krondomäne gezwungen, den Ladungen vor das königliche Gericht Folge zu leisten, womit sich das Königtum vom freiherrlichen Adel abgrenzte, was zuvor nicht selbstverständlich war, wie zum Beispiel die Ehe Ludwigs mit Lucienne von Rochefort zeigt. Mit den königlichen Rittern (les chevaliers royaux) und niederen Prälaten schuf er dem Königtum ein ständiges Gefolge (l’entourage du roi). Da dessen Mitglieder vorzugsweise aus dem niederen Adel beziehungsweise aus der niederen Kirchenhierarchie rekrutiert wurden, standen sie aufgrund der ihnen so eröffneten Aufstiegschancen der Krone loyal gegenüber. Der König wiederum konnte sich somit in seiner Herrschaftsführung von der vom Hochadel dominierten Hofgesellschaft lösen. Aus Mitgliedern des königlichen Gefolges wurde unter Ludwigs Herrschaft erstmals auch ein ständiges Regierungsgremium in der Form des königlichen Rats (conseil oder curia regis genannt) gebildet, das der Krone zukünftig in der Regierung beratend zur Seite stand. Gleichzeitig degradierte Ludwig die zuvor mächtigen Großämter der Krone in ihren Kompetenzen, um deren Missbrauch, wie er zuvor von den Montlhéry und Garlande betrieben wurde, einzudämmen.
Wenn es ihm auch persönlich verwehrt blieb, die Macht der großen Vasallen zu brechen und diese dem Willen der Krone zu beugen, so schuf Ludwig die Voraussetzungen dafür, die schließlich seinem Enkel Philipp II. August zugutekamen.

### Ludwigs Persönlichkeit
Auch der persönliche Charakter des Königs findet unter Historikern eine positive Beurteilung, vor allem durch Sugers um 1144 niedergeschriebene Vita Ludwigs. Aber auch distanziertere Chronisten wie Ordericus Vitalis oder Ivo von Chartres bescheinigten ihm ein lebensfrohes, gutmütiges und geistvolles Wesen. Während eines Kampfes soll der König einen ihn hartnäckig verfolgenden Ritter darüber belehrt haben, dass es nicht nur im Schachspiel verboten sei, den König gefangen zu nehmen. Kritik fand hingegen seine gelegentlich offenbarte Naivität, besonders im Bezug zu der milden Behandlung des Thomas von Marle 1115, oder die fehlende Weitsichtigkeit auf Heinrich Beauclercs Machtübernahme in der Normandie 1106.
Auch die körperliche Entwicklung des Königs fand Kritik bei seinen Zeitgenossen. Wurde er in seiner Jugend von stattlichem Körperbau mit einem Hang zum Schwertkampf beschrieben, nahm seine Körperfülle im Alter so stark zu, dass ihm ab dem vierzigsten Lebensjahr Fettleibigkeit attestiert werden kann. Aus Angst um des Königs Wohl soll ihm deshalb Suger vor dem Feldzug in die Auvergne 1126 abgeraten haben. Die Umgebung des Königs wollte in seinem wachsenden Gewicht eine Folge von Gefräßigkeit erkannt haben.

## Familiäres

### Ahnentafel
| Robert II. der Fromme (972–1031) | Robert II. der Fromme (972–1031) | Robert II. der Fromme (972–1031) | Robert II. der Fromme (972–1031) | Robert II. der Fromme (972–1031) | Robert II. der Fromme (972–1031) |                         |                         | Konstanze von Provence (986–1034) | Konstanze von Provence (986–1034) | Konstanze von Provence (986–1034) | Konstanze von Provence (986–1034) | Konstanze von Provence (986–1034) | Konstanze von Provence (986–1034) |                        |                        | Jaroslaw der Weise von Kiew (?–1054) | Jaroslaw der Weise von Kiew (?–1054) | Jaroslaw der Weise von Kiew (?–1054) | Jaroslaw der Weise von Kiew (?–1054) | Jaroslaw der Weise von Kiew (?–1054) | Jaroslaw der Weise von Kiew (?–1054) |                        |                        | Ingegerd von Schweden (1001–1050) | Ingegerd von Schweden (1001–1050) | Ingegerd von Schweden (1001–1050) | Ingegerd von Schweden (1001–1050) | Ingegerd von Schweden (1001–1050) | Ingegerd von Schweden (1001–1050) |  |  | Dietrich III. von Holland (?–1039) | Dietrich III. von Holland (?–1039) | Dietrich III. von Holland (?–1039) | Dietrich III. von Holland (?–1039) | Dietrich III. von Holland (?–1039) | Dietrich III. von Holland (?–1039) |                                    |                                    | Othelendis von Haldensleben (?–?)  | Othelendis von Haldensleben (?–?)  | Othelendis von Haldensleben (?–?) | Othelendis von Haldensleben (?–?) | Othelendis von Haldensleben (?–?) | Othelendis von Haldensleben (?–?) |                             |                             | Bernhard II. von Sachsen (nach 990–1059) | Bernhard II. von Sachsen (nach 990–1059) | Bernhard II. von Sachsen (nach 990–1059) | Bernhard II. von Sachsen (nach 990–1059) | Bernhard II. von Sachsen (nach 990–1059) | Bernhard II. von Sachsen (nach 990–1059) |                          |                          | Eilika von Schweinfurt (?–1055/65) | Eilika von Schweinfurt (?–1055/65) | Eilika von Schweinfurt (?–1055/65) | Eilika von Schweinfurt (?–1055/65) | Eilika von Schweinfurt (?–1055/65) | Eilika von Schweinfurt (?–1055/65) |
| Robert II. der Fromme (972–1031) | Robert II. der Fromme (972–1031) | Robert II. der Fromme (972–1031) | Robert II. der Fromme (972–1031) | Robert II. der Fromme (972–1031) | Robert II. der Fromme (972–1031) |                         |                         | Konstanze von Provence (986–1034) | Konstanze von Provence (986–1034) | Konstanze von Provence (986–1034) | Konstanze von Provence (986–1034) | Konstanze von Provence (986–1034) | Konstanze von Provence (986–1034) |                        |                        | Jaroslaw der Weise von Kiew (?–1054) | Jaroslaw der Weise von Kiew (?–1054) | Jaroslaw der Weise von Kiew (?–1054) | Jaroslaw der Weise von Kiew (?–1054) | Jaroslaw der Weise von Kiew (?–1054) | Jaroslaw der Weise von Kiew (?–1054) |                        |                        | Ingegerd von Schweden (1001–1050) | Ingegerd von Schweden (1001–1050) | Ingegerd von Schweden (1001–1050) | Ingegerd von Schweden (1001–1050) | Ingegerd von Schweden (1001–1050) | Ingegerd von Schweden (1001–1050) |  |  | Dietrich III. von Holland (?–1039) | Dietrich III. von Holland (?–1039) | Dietrich III. von Holland (?–1039) | Dietrich III. von Holland (?–1039) | Dietrich III. von Holland (?–1039) | Dietrich III. von Holland (?–1039) |                                    |                                    | Othelendis von Haldensleben (?–?)  | Othelendis von Haldensleben (?–?)  | Othelendis von Haldensleben (?–?) | Othelendis von Haldensleben (?–?) | Othelendis von Haldensleben (?–?) | Othelendis von Haldensleben (?–?) |                             |                             | Bernhard II. von Sachsen (nach 990–1059) | Bernhard II. von Sachsen (nach 990–1059) | Bernhard II. von Sachsen (nach 990–1059) | Bernhard II. von Sachsen (nach 990–1059) | Bernhard II. von Sachsen (nach 990–1059) | Bernhard II. von Sachsen (nach 990–1059) |                          |                          | Eilika von Schweinfurt (?–1055/65) | Eilika von Schweinfurt (?–1055/65) | Eilika von Schweinfurt (?–1055/65) | Eilika von Schweinfurt (?–1055/65) | Eilika von Schweinfurt (?–1055/65) | Eilika von Schweinfurt (?–1055/65) |
|                                  |                                  |                                  |                                  |                                  |                                  |                         |                         |                                   |                                   |                                   |                                   |                                   |                                   |                        |                        |                                      |                                      |                                      |                                      |                                      |                                      |                        |                        |                                   |                                   |                                   |                                   |                                   |                                   |  |  |                                    |                                    |                                    |                                    |                                    |                                    |                                    |                                    |                                    |                                    |                                   |                                   |                                   |                                   |                             |                             |                                          |                                          |                                          |                                          |                                          |                                          |                          |                          |                                    |                                    |                                    |                                    |                                    |                                    |
|                                  |                                  |                                  |                                  | Heinrich I. (1008–1060)          | Heinrich I. (1008–1060)          | Heinrich I. (1008–1060) | Heinrich I. (1008–1060) | Heinrich I. (1008–1060)           | Heinrich I. (1008–1060)           |                                   |                                   |                                   |                                   |                        |                        |                                      |                                      |                                      |                                      | Anna von Kiew (?–1089)               | Anna von Kiew (?–1089)               | Anna von Kiew (?–1089) | Anna von Kiew (?–1089) | Anna von Kiew (?–1089)            | Anna von Kiew (?–1089)            |                                   |                                   |                                   |                                   |  |  |                                    |                                    |                                    |                                    | Florens I. von Holland (1020–1061) | Florens I. von Holland (1020–1061) | Florens I. von Holland (1020–1061) | Florens I. von Holland (1020–1061) | Florens I. von Holland (1020–1061) | Florens I. von Holland (1020–1061) |                                   |                                   |                                   |                                   |                             |                             |                                          |                                          |                                          |                                          | Gertrud Billung (?–1089)                 | Gertrud Billung (?–1089)                 | Gertrud Billung (?–1089) | Gertrud Billung (?–1089) | Gertrud Billung (?–1089)           | Gertrud Billung (?–1089)           |                                    |                                    |                                    |                                    |
|                                  |                                  |                                  |                                  | Heinrich I. (1008–1060)          | Heinrich I. (1008–1060)          | Heinrich I. (1008–1060) | Heinrich I. (1008–1060) | Heinrich I. (1008–1060)           | Heinrich I. (1008–1060)           |                                   |                                   |                                   |                                   |                        |                        |                                      |                                      |                                      |                                      | Anna von Kiew (?–1089)               | Anna von Kiew (?–1089)               | Anna von Kiew (?–1089) | Anna von Kiew (?–1089) | Anna von Kiew (?–1089)            | Anna von Kiew (?–1089)            |                                   |                                   |                                   |                                   |  |  |                                    |                                    |                                    |                                    | Florens I. von Holland (1020–1061) | Florens I. von Holland (1020–1061) | Florens I. von Holland (1020–1061) | Florens I. von Holland (1020–1061) | Florens I. von Holland (1020–1061) | Florens I. von Holland (1020–1061) |                                   |                                   |                                   |                                   |                             |                             |                                          |                                          |                                          |                                          | Gertrud Billung (?–1089)                 | Gertrud Billung (?–1089)                 | Gertrud Billung (?–1089) | Gertrud Billung (?–1089) | Gertrud Billung (?–1089)           | Gertrud Billung (?–1089)           |                                    |                                    |                                    |                                    |
|                                  |                                  |                                  |                                  |                                  |                                  |                         |                         |                                   |                                   |                                   |                                   |                                   |                                   |                        |                        |                                      |                                      |                                      |                                      |                                      |                                      |                        |                        |                                   |                                   |                                   |                                   |                                   |                                   |  |  |                                    |                                    |                                    |                                    |                                    |                                    |                                    |                                    |                                    |                                    |                                   |                                   |                                   |                                   |                             |                             |                                          |                                          |                                          |                                          |                                          |                                          |                          |                          |                                    |                                    |                                    |                                    |                                    |                                    |
|                                  |                                  |                                  |                                  |                                  |                                  |                         |                         |                                   |                                   |                                   |                                   | Philipp I. (1052–1108)            | Philipp I. (1052–1108)            | Philipp I. (1052–1108) | Philipp I. (1052–1108) | Philipp I. (1052–1108)               | Philipp I. (1052–1108)               |                                      |                                      |                                      |                                      |                        |                        |                                   |                                   |                                   |                                   |                                   |                                   |  |  |                                    |                                    |                                    |                                    |                                    |                                    |                                    |                                    |                                    |                                    |                                   |                                   | Bertha von Holland (?–1094)       | Bertha von Holland (?–1094)       | Bertha von Holland (?–1094) | Bertha von Holland (?–1094) | Bertha von Holland (?–1094)              | Bertha von Holland (?–1094)              |                                          |                                          |                                          |                                          |                          |                          |                                    |                                    |                                    |                                    |                                    |                                    |
|                                  |                                  |                                  |                                  |                                  |                                  |                         |                         |                                   |                                   |                                   |                                   | Philipp I. (1052–1108)            | Philipp I. (1052–1108)            | Philipp I. (1052–1108) | Philipp I. (1052–1108) | Philipp I. (1052–1108)               | Philipp I. (1052–1108)               |                                      |                                      |                                      |                                      |                        |                        |                                   |                                   |                                   |                                   |                                   |                                   |  |  |                                    |                                    |                                    |                                    |                                    |                                    |                                    |                                    |                                    |                                    |                                   |                                   | Bertha von Holland (?–1094)       | Bertha von Holland (?–1094)       | Bertha von Holland (?–1094) | Bertha von Holland (?–1094) | Bertha von Holland (?–1094)              | Bertha von Holland (?–1094)              |                                          |                                          |                                          |                                          |                          |                          |                                    |                                    |                                    |                                    |                                    |                                    |
|                                  |                                  |                                  |                                  |                                  |                                  |                         |                         |                                   |                                   |                                   |                                   |                                   |                                   |                        |                        |                                      |                                      |                                      |                                      |                                      |                                      |                        |                        |                                   |                                   |                                   |                                   |                                   |                                   |  |  |                                    |                                    |                                    |                                    |                                    |                                    |                                    |                                    |                                    |                                    |                                   |                                   |                                   |                                   |                             |                             |                                          |                                          |                                          |                                          |                                          |                                          |                          |                          |                                    |                                    |                                    |                                    |                                    |                                    |
|                                  |                                  |                                  |                                  |                                  |                                  |                         |                         |                                   |                                   |                                   |                                   |                                   |                                   |                        |                        |                                      |                                      |                                      |                                      |                                      |                                      |                        |                        |                                   |                                   |                                   |                                   | Ludwig VI. der Dicke (1081–1137)  |                                   |  |  |                                    |                                    |                                    |                                    |                                    |                                    |                                    |                                    |                                    |                                    |                                   |                                   |                                   |                                   |                             |                             |                                          |                                          |                                          |                                          |                                          |                                          |                          |                          |                                    |                                    |                                    |                                    |                                    |                                    |

### Ehen und Nachkommen
In erster Ehe war Ludwig von 1104 bis 1107 mit Lucienne von Rochefort aus dem Haus Montlhéry verheiratet, einer Tochter des Grafen Guido von Rochefort und der Elisabeth von Crécy. Die Ehe wurde 1107 geschieden. Lucienne heiratete wenig später den Herren Guichard IV. von Beaujeu. Sie starb nach 1137.
Bereits während seiner Ehe führte Ludwig ein Verhältnis zu Marie de Breuillet, die vermutlich einfacher Herkunft war. Mit ihr hatte er die Tochter Isabella (Isabelle * wohl 1105, † nach 1175), die mit dem Herren Guillaume von Chaumont verheiratet wurde.
Am 25. oder 30. März 1115 heiratete Ludwig in Paris Adelheid von Maurienne (* um 1092), eine Tochter des Grafen Humbert II. von Maurienne und Savoyen und der Gisela von Burgund. Adelheid hatte Anteil an der Regierung ihres Mannes und nahm besonders Einfluss auf die Beziehungen der Krone zur Reformpartei der Kirche. Sie ist die einzige französische Königin, deren Regierungsjahre in ausgestellten Urkunden neben denen des Königs genannt wurden. Nach dem Tod des Königs heiratete sie 1141 den Connétable Mathieu I. de Montmorency (siehe Stammliste der Montmorency) und trat noch zu dessen Lebzeiten 1153 in die Abtei von Montmartre ein, wo sie am 18. November 1154 starb und bestattet wurde.
Aus der Ehe mit Adelheid gingen folgende Kinder hervor:
- Philipp (Philippe; * 29. August 1116; † 13. Oktober 1131 in Paris), seit 1129 König von Frankreich
- Ludwig VII. der Jüngere (Louis le Jeune; * 1120; † 18. September 1180 in Paris), seit 1131 König von Frankreich
- Heinrich (Henri; * zwischen 1121 und 1123; † 13. November 1175), Bischof von Beauvais seit 1150, Erzbischof von Reims seit 1162
- Hugo (Hugues; * um 1122; † starb jung)
- Robert I. der Große (Robert le Grand; * zwischen 1124 und 1126; † 11. Oktober 1188 in Braine), Graf von Dreux, Stammvater des Hauses Dreux
- Peter (Pierre; * um 1126; † zwischen 1180 und 1183 in Palästina), Herr von Courtenay, Stammvater des Hauses Courtenay
- Konstanze (Constance; * um 1128; † 16. August 1176)
  - ⚭ 1140 mit Eustach von Blois († 10. August 1153), Graf von Boulogne und Herzog der Normandie
  - ⚭ 1154 (Trennung 1166) mit Raimund V. (1134–1194), Graf von Toulouse
- Philipp (Philippe; * zwischen 1132 und 1133; † 4. September 1161), 1160 zum Bischof von Paris gewählt, trat das Amt aber nie an
- NN († starb jung)

## Ludwig in den populären Medien
- In der französischen Filmkomödie „Die Besucher“ (les Visiteurs, 1993 mit Jean Reno) wurde eine karikierte Darstellung des Königs von Didier Pain gespielt
- Ludwig der Dicke trat 2006 in vier Ausgaben des deutschen Mosaik-Magazins als Comicfigur auf

### Allgemeine Darstellungen
- Joachim Ehlers: Geschichte Frankreichs im Mittelalter. Kohlhammer, Stuttgart u. a. 1987, ISBN 3-17-009801-2.
- A. Lewis: Royal Succession in Capetian France (1981)
- E. Bournazel: Le gouvernement capétien au XII siècle (1975)
- R.H. Bautier: Paris au temps d’Abélard (1981)
- Julian Führer: König Ludwig VI. von Frankreich und die Kanonikerreform. Lang. Frankfurt am Main u. a. 2008, ISBN 978-3-631-54522-5 (Rezension)

### Biografien
- A. Luchaire (Hrsg.): Louis VI le Gros (Paris 1890, Nachdruck Genf 1979)
- J. Dufour: Louis VI, roi de France (1108–1137) (1990)
- Dietrich Lohrmann: Ludwig VI. 1108–1137 In: Joachim Ehlers, Heribert Müller, Bernd Schneidmüller (Hrsg.): Die französischen Könige des Mittelalters. Von Odo bis Karl VIII. 888–1498. Beck, München 1996, ISBN 3-406-40446-4, S. 127–138.
- E. Bournazel: Louis VI, Le Gros (2007)